# Alternative Police
Alternative Police, anciennement CFDT Police, est un syndicat professionnel français national, depuis son congrès, le 14 juin 2016, agissant au sein de la Police nationale.

## Histoire
Affilié à la Confédération française démocratique du travail (CFDT), 1re confédération syndicale de France, il a été créé le 1er septembre 2015 par Denis Jacob, diplômé de l'école de police à la CRS 38 d'Illzach Modenheim et ancien numéro 3 du syndicat Alliance Police nationale et représente les gardiens de la paix, les gradés, les policiers adjoints et les cadets de la République. Il ouvre, en 2018, une branche pour les personnels administratifs, techniques, scientifiques et infirmiers dans la Police nationale. Il se présente aux élections professionnelles dans la Police nationale, en décembre 2018, sous la liste CFDT INTERCO, et obtient un siège au sein du Comité technique ministériel, avec 9,25 % des suffrages. Le 5 octobre 2020, il tient son premier congrès national ordinaire où Denis Jacob est réélu secrétaire général.

## Critiques
Conditions de travail, dangerosité du métier, respect, reconnaissance, sont autant de sujets qui génèrent le mécontentement des policiers. Dès 2015, il met en garde et appelle à une réforme en profondeur de la police nationale et saisit le ministre de l'Intérieur, Bernard Cazeneuve,[source secondaire souhaitée].
À la suite de propos du ministre de l'Intérieur Christophe Castaner, en juin 2020, le syndicat appelle les policiers à ne plus procéder aux interpellations à risque et préconise de quitter tout lieu d'intervention potentiellement dangereux, de faire valoir leur droit de retrait, de rédiger une main courante ou un rapport pour signaler leur incapacité de travailler en toute sécurité et de refuser toute mission de maintien de l'ordre s'ils n'ont pas eu la formation ou le matériel requis. Le syndicat sort un tract manifestant son « dégout » par rapport à l'attitude du ministre.[réf. souhaitée]